# فرودگاه لیکلند
فرودگاه لیکلند  (به انگلیسی: Lakeland Airport) (به زبان بومی: Noble F. Lee Memorial Field) یک فرودگاه همگانی بهره‌برداری هوایی با کد یاتا ARV است که یک باند فرود آسفالت دارد و طول باند آن ۱۵۷۰ متر است. این فرودگاه در کشور ایالات متحده آمریکا قرار دارد و در ارتفاع ۴۹۷ متری از سطح دریا واقع شده است.